# 12 nędznych ludzi
12 nędznych ludzi – drugi album studyjny zespołu Bakflip. Wydawnictwo ukazało się 1 czerwca 2008 roku nakładem wytwórni muzycznej Embryo Nagrania w dystrybucji EMI Music Poland.

## Lista utworów
Opracowano na podstawie materiału źródłowego.
1. „6,600,000,001” (słowa: Jan Gajdowicz, muzyka: Marek Dulewicz) – 1:31
2. „Szahid” (słowa: Jan Gajdowicz, muzyka: Marek Dulewicz) – 3:36
3. „Raj” (słowa: Jan Gajdowicz, muzyka: Marek Dulewicz) – 3:19
4. „Zlodowacenie” (słowa: Jan Gajdowicz, muzyka: Marek Dulewicz) – 3:23
5. „Ja i ja” (słowa: Jan Gajdowicz, muzyka: Marek Dulewicz) – 3:26
6. „Obserwator” (słowa: Jan Gajdowicz, muzyka: Marek Dulewicz) – 5:20
7. „4 wersy” (słowa: Jan Gajdowicz, muzyka: Marek Dulewicz) – 1:55
8. „Pasja” (słowa: Jan Gajdowicz, muzyka: Marek Dulewicz) – 3:12
9. „Przerwa na reklamy” (gościnnie: O.S.T.R., słowa: Jan Gajdowicz, muzyka: Marek Dulewicz) – 3:16
10. „Zamknij mordę” (słowa: Jan Gajdowicz, muzyka: Marek Dulewicz) – 3:21
11. „Kłamstwo” (słowa: Jan Gajdowicz, muzyka: Marek Dulewicz) – 3:02
12. „12 nędznych ludzi” (słowa: Jan Gajdowicz, muzyka: Marek Dulewicz) – 5:11
13. „Gdyby jutra miało nie być” (słowa: Jan Gajdowicz, muzyka: Marek Dulewicz) – 3:16
14. „6,599,999” (słowa: Jan Gajdowicz, muzyka: Marek Dulewicz) – 3:20